# George Munsey
Henry George Munsey (nacido el 21 de febrero de 1993) es un jugador de críquet escocés. Participó en la selección escocesa en 2015 y en 2020 fichó por Hampshire para la  liga de críquet Vitality Blast 2020.

## Primeros años y carrera
El 18 de junio de 2015, Munsey hizo su debut en Twenty20 International (T20I) contra Irlanda.
Munsey fue seleccionado para representar a Escocia en su gira Twenty20 por Irlanda en junio de 2015 y el Clasificatorio Mundial Twenty20 de la International Cricket Council 2015 en julio de 2015. Hizo su debut en primera clase con Northamptonshire contra los australianos el 15 de agosto de 2015.  El 22 de enero de 2017, hizo su debut en One Day International (ODI) contra Hong Kong.
En junio de 2019, fue seleccionado para representar a Escocia A en su gira a Irlanda para jugar contra los Lobos de Irlanda. En septiembre de 2019, fue nombrado en el equipo de Escocia para la Serie tres-naciones de Irlanda 2019-20 y el torneo Clasificatorio para la Copa del Mundo ICC T20 de 2019 en los Emiratos Árabes Unidos. El 24 de agosto de 2020, Munsey fichó por Hampshire para el Vitality Blast 2020 liga de críquet.